# North London

Carte des sous-régions du Grand Londres (2011).

North London est une subdivision de la région anglaise du Grand Londres, en Angleterre. La zone qu'elle couvre est définie différemment pour des raisons variées. On considère généralement que North London couvre les districts qui se situent au nord de la Tamise. Elle regroupe des quartiers historiques tels que la City, l'East End et le West End, ainsi qu'une grande partie du réseau du métro londonien.

## Districts
Elle comprend les districts de Barking et Dagenham, Barnet, Brent, Camden, Ealing, Enfield, Hackney, Hammersmith et Fulham, Haringey, Harrow, Havering, Hillingdon, Hounslow, Islington, Kensington et Chelsea, Newham, Redbridge, Tower Hamlets, Waltham Forest et la Cité de Westminster, ainsi que la Cité de Londres selon le Plan londonien.

## Histoire

### Immigration
Dans les années 1990, North London (en particulier les districts d'Enfield, Hackney, Haringey et Islington) accueille une importante immigration turque et kurde,.

## Organisations associées
- London Metropolitan University (autrefois University of North London)
- North London Central Mosque
- North London Collegiate School
- North London Lions
- North London Skolars
- North London Railway